# Мосин-Наган
Мосин-Наган М. 1891 (рус. винтовка Мосина), у Србији позната као Московка, је брзометна пушка репетирка коју је у своје наоружање увела Руска Империја 1891 године. Била је у употреби у Руској Империји, Совјетском Савезу и многим других државама до данашњих дана.

## Развој
За вријеме Руско-турског рата 1877-1878, руска војска је, наоружана углавном једнометним пушкама система "Бердан", претрпјела велике губитке од турске војске која је била наоружана брзометним пушкама система Винчестер. То је подстакло руске команданте да одмах модернизују своју армију. Настанак првог модерног метка и пушке ,,Lebel mle 1886" у Француској као и немачког одговора ,,Kommissionen Gewehr 88" довело је да 1889. године, појавиле су се конструкције три руске пушке:„тролинијска“(7,62 mm; „линија“ – стара руска мјера, износи 1/10 инча) пушка капетана Сергеја Ивановича Мосина, пушка калибра 3,5 линије (8,89 mm) белгијског конструктора Леона Нагана и конструкција капетана Зиновјева. Пушке су 1891. године подвргнуте тестирању. Главни недостаци Наганове пушке били су веома компликован механизам и дуг процес растављања (које је захтијевало посебне посебне алате; било је потребно одшрафити два шрафа). Мосинова пушка је била углавном критикована због лоших материјала од којих је била израђена, што је проузроковало много застоја. Комисија је гласала 14 напрема 10 да се одобри Наганова пушка. Међутим, генерал Чагин је наредио поновно тестирање, гдје је пушка Мосина показала своје предности у односу на Наганову пушку.
Неки детаљи са Наганове пушке су узети и примијењени на пушку Мосина. На оригиналном Мосиновом моделу опруга доносача метака није била причвршћена за дно магацина, и према тврдњама комисије, могла је лако бити изгубљена приликом чишћења, тако да је узето решење Леона Нагана;опруга доносача метака која је била причвршћена за дно магацина. Мосинова пушка има још један детаљ позајмљен од Наганове пушке; метални оквир за пуњење у који се стављало пет метака, што је омогућавало брзо пуњење са свих пет метака одједном умјесто убацивања једног по једног. Важно је напоменути да је Руска царска армија захтевала једноставно и поуздано оружје које ће моћи да користи сваки војник с обзиром на то да је у то време свега око 20% руског становништва било писмено. Првих 500.000 пушака Мосин Нагант су произведено у Француској компанији ,,Châtellerault"  јер у то време у Русији није било одговарајућих машина.

## Техничке карактеристике
У поређењу са Маузером 1898, затварач Мосинке (Мосин-Наган се често назива "Мосинка") такође има два забрављујућа блока. Међутим, код Маузера забрављују вертикално, а код Мосинке хоризонтално. Затварач Мосинке има измењиве главе затварача, као Британска репетирка "Lee-Enfield". За разлику од Маузера, који има "контролисано храњење" гдје чело затварача потискује метак из магацина на уводну рампу док при томе зуб фиксираног извлакача постепено захвата обод (жлијеб) чахуре, Мосинка има такозвани "push feed" систем гдје глава затварача гура базу метка све док конусни еластични извлакач не шкљоцне преко обода чахуре кад се затварач коначно затвара и метак уводи у лежиште. Као и Маузер, Мосинка користи избацивач који је монтиран на сандуку пушке.
Ручица затварача Маузера 1898 је на задњем дијелу затварача тако да забрављује иза задњег масивног прстена сандука. Ручица затварача Мосинке(која има исту функцију као трећи или сигурносни блок на млађим Маузерима типа Кар.98к, М-48 итд.),се налази на средини затварача, испред задњег прстена сандука, који на врху има прорез тако да омогућава да када се ручица затварача подигне навише да несметано пролази напријед/назад и тако врши пуњење/пражњење.
Ожљебљење цијеви Мосинке је у правцу казаљке на сату, док је корак увијања жљебова 1:9.5" или 1:10".

## Србија
Од 1880. у наоружању Српске војске је била једнометна пушка система Маузер калибра 11,15х63 mmР познатија као Кокинка. Деведесетих година 19. века са појавом модернијих пушака и Српска Војска је одлучила да купи нове пушке. Тако се 1899. године Српска војна комисија одлучила за пушке „Mauser M1893" у калибру 7х57 mm какве је у то време користила Шпанска војска, а које су Краљевини Србији продате под ознаком Маузер М1899. Србија је 1899. од фабрике DWM из Берлина купила 90.000 пушака М1899, a 1907. је од аустријске фирме ÖWG из Штајрa купила још 30.000 пушака М1899/07 које су биле побољшане, пре свега нишани и одвођење гасова у затварачу. У Први балкански рат, Српска војска је ушла са 90.000 петометних пушака Маузер М1899, 30.000 М1899/07, 35.000 пушака Маузер М1910, око 12.000 карабина М1908 и 43.000 Маузер М80/07 које су 1907. преправљене у петометке, као и око 76.000 старих Берданки и око 50.000 Кокинки М1880 које су намењене трећепозивцима. Током 1912. и 1913. заробљено је око 65.000 турских Маузера М1890, М1893 и М1903 које су након тога коришћене за обуку регрута из нових области, али и у ратним дејствима до 1916. Крајем 1913. године Србија је од Француске подигла кредит за опремање Српске војске новим модерним пешадијским наоружањем и артиљеријом како би се Српска војска потпуно наоружала најбољим пушкама, али и да би надмашила Бугарску, али је француска влада поставила услов да сва опрема мора бити купљена у Француској тако да је Србија била приморана да по 10% већој цени наручи 400.000 пушака Маузер М1910 од француске компаније Шателро, а које никад нису стигле због почетка Великог рата. Због мањка пушака, 1914. године Српско изасланство у Петрограду је замолило руског цара Николаја II да позајми Српској војсци пушке након чега је цар наредио својим генералима да из Руских војних магацина предају Србији 120.000 пушака и 120 милиона комада муниције које су бродовима преко Дунава транспортовали до Србије, први део од 50.000 комада је стигао августа 1914. пре почетка борбених дејстава, али због проблема у транспорту до 16. августа 1914. године у Србију је стигло 113.000 пушака Мосин Нагант и 93 милиона комада муниције. На овим пушкама је било утиснуто слово С за Србију. У уговору је било прецизирано да је Србија у обавези да после рата плати све пушке уколико макар један део буде употребљен. Пушке Мосин Нагант нису биле баш популарне код Српских војника пре свега јер су Српски војници дотад били навикнути на пушке система Маузер које су биле знатно брже и поузданије, а имале су и модернији бајонет. У наоружању Српске војске ове пушке су остале све до 1916. када су због проблема у логистици на Крфу замењене француским пушкама Бертије као и Лебел М1886 које су биле знатно лошије. Завршетком Великог рата пушке Мосин Наган су са Крфа враћене у Србију, али се нису задржале у војсци јер је током 1920-их војска КСХС користила пушке Манлихер 1895 и Лебел 1886, а 1926. Краљевина СХС је поново изабрала систем Маузера. Последњи пут Мосинке су коришћене током 1920-их у Јужној Србији када су власти поделиле оружје локалном становништву на простору општина Штип, Велес, Кочани и Радовиш у циљу борбе против про-бугарских сепаратиста.
Током 1920-их Краљевина СХС је преостале Мосинке продала Финској. Пушке су до Финске транспортоване бродовима, прерађиване су у финским фабрикама и коришћене су током Зимског рата и светског рата. Могу се препознати по утиснутом слову С.

## Верзије
Многе државе су производиле своје верзије пушке Мосин-Наган:Естонија, Пољска, Кина, Мађарска, Румунија, Чехословачка, Финска и САД. 

## Русија и СССР
- Модел 1891 пјешадијска пушка(пехотная винтовка образца 1891-го года)је била главно оружје Руске и Црвене армије од 1891 до 1930 године. Пушка је дуга читавих 1.305 mm(на цијев отпада 800 mm),без бајонета који је био дуг 500 mm. Маса пушке је 4,3 кг. Брзина зрна (7,62х54р) при изласку из цијеви је око 810 метара у секунди.

Између 1891 и 1910 пушка је претрпјела неколико мањих измјена;измијењени су нишани, уклоњен је додатак за мали прст на кундаку иза магацина и додате су нове "спојнице"(метални дио који спаја поткундак и цијев пушке)
- Драгунска пушка(драгунская) је била дизајнирана за потребе Драгуна.64 mm краћа и 0,4 кг лакша од М1891. Димензије драгунске пушке су идентичне каснијој верзији М1891/30,и многе драгунске верзије су биле прерађене у М91/30.
- Козачка пушка(казачья) је била дизајнирана за потребе козака. Идентична је драгунској верзији, само козачка пушка није имала могућност монтирања бајонета.
- Модел 1907 карабин је 289 mm краћи и 0,95 кг лакши од М1891. Била је идеална за потребе коњице и артиљераца. Произвођена је од 1907 до 1917 у малим количинама. Није имала могућност монтирања бајонета.
- Модел 1891/30(винтовка образца 1891/30-го года, винтовка Мосина) је најуспјешнија верзија М1891. Била је главно  пјешадијско оружје Црвене армије од 1930 до 1945. Кориштена је и као снајперска пушка за вријеме Другог светског рата. Прве верзије снајпера су биле опремљене "4x PE" или "PEM" оптиком, Совјетском копијом "Zeiss" оптике. Касније је кориштена "3.5x PU" оптика, која је била простија и лакша за производњу. Снајперске верзије пушке М91/30 су имале дужу и савијену ручицу затварача, тако да оптика не би ометала рад затварача. М91/30 је базирана на драгунској пушци, и имала је неколико измјена;умјесто у аршинима, на задњем нишану даљина је приказана у метрима. Умјесто шестоугаоног предњег дијела сандука уведен је обли (цилиндрични) и измијењен је предњи нишан.
- Модел 1938 карабин је базиран на моделу М91/30. У Ижевску је произвођен од 1939 до 1945 а у Тули од 1940 до 1944 године. Био је предвиђен за употребу у резервним трупама. Има краћу цијев и краћи кундак од М91/30 и дуг је 1000 mm, док је М91/30 дуг 1219 mm. М38 карабин не прихвата бајонете. Задњи нишан је био подесив до 1000 метара. М38 ће касније бити замијењен са М44.
- Модел 1944 карабин је видио своју употребу тек при крају 1944 а његова производња се наставила све до 1948. Производили су се у Ижевску од 1943 до 1948 а само 1944 у Тули. М44 је идентичан карабину М38,само М44 је имао једно побољшање;имао је преклапајући бајонет, који се преклапао са десне стране пушке.
- Модел 1891/59 карабин је настао краћењем цијеви пушке М91/30 на карабинску дужину. М91/59 је скоро иста пушка као М38,само што је задњи нишан на М91/59 остао исти као на М91/30 са тим што је нишан остао подесив до 1000 метара (сви бројеви на нишану преко 1000 m су уклоњени).
- ОЦ 48/ОЦ 48К је снајперска пушка настала 2000 године са намјером да се искористе залихе пушака М91/30,којих је било у изобиљу у руским војним магацинима. Ова пушка је у ограниченој употреби у неким руским организацијама за спровођење закона.

## Естонија
После Естонског рата за независност, Естонија је имала око 120.000 пушака М/1891 у резерви. Касније су Кајтселит (Естонска лига одбране) и Естонска национална гарда су добиле финску верзију М28/30 али су неке верзије произведене и у Естонији
- М1933 - стандардна пушка Естонске војске
- М1938 - унапређена верзија М1933,произведено 12.000 комада
- KL300 - верзија за Кајзелит(Естонска лига одбране),произведено 4.025 комада
- M1935 "Lühendatud sõjapüss M1935-скраћена верзија М1933,произведено 6.770 комада

## Финска
Већину Финских пушака су произвеле фабрике SAKO, Tikkakoski Oy, и VKT. Након стицања независности 1918. Финска је развила своју сопствену муницију 7.62x53R(усавршена муниција старе Руске 7.62x54Р) али је разлика постојала у производњи Финске муниције пре и после 1939. године, муниција пре 1939. је користила .308(7,8 mm) дуг метак док муниција произведена после 1939. је користила .310(7,9 mm) метак, промена је направљена због увођења у службу нове верзије M/39 "Ukko-Pekka" која је направљена да користи Руску .310(7,9 mm) муницију. На Финским верзијама је измењен врх пушке до цеви тако да је могао да се постави бољи бајонет пошто су Руске верзије користиле застареле бајонете.
- М/91-након стицања независности од Русије, велика количина верзија 1891. је остала у бившим Руским војним магацинима на територији Финске. Као резултат тога Мосин Нагант верзије 1891. је усвојен као стандардна пушка Финске војске. Од других Европских земаља које су током Првог светског рата заробиле већу количину пушака Мосин Нагант, нарочито од Немачке и Бугарске купљена је већа количина пушака које су ремонтоване по Финским стандардима и ушле су у наоружање Финске војске. Почетком 1940-тих фабрике Tikkakoski и VKT су започеле производњу нове * М/91.VKT, а 1942. је заустављена производња пушака М/91 због производње нове и боље М/39 али Tikkakoski је наставио производњу до 1944. године. Верзија М/91 је била најбројнија у Финској војсци током Зимског рата и Продуженог рата.
- M/91rv-пушка дизајнирана за коњицу, направљена по моделу Руске Драгунске верзије пушке Мосин Нагант. На овој верзији је модернизовани нишан базиран на Немачком К98 Маузер али је оригинални Руски нишан задржан.
- M/24* -први пројекат великих размера надоградње пушке Мосин Нагант који је предузела Финска Suojeluskunta (Национална гарда),а у ствари је било три одвојене варијације пушке.
- M/27-први модел Финске војске који је био скоро потпуно прерађени модел 1891. Добио је надимак Pystykorva (у преводу „шпиц). Пријемник муниције и шаржер верзије 1891 су задржани. Нишан је модернизован. Модернизовани дрвено постоље пушке се показало као слабо јер се ломило када су војници вежбали борбу бајонетима или пуцање са уграђеним бајонетима. Овај проблем је резултирао смањење производње средином 1930-тих, али је решење пронађено и постоље је побољшано. Произведени од 1927. до 1940. године и током Зимског рата верзија M/27 је била основна пушка Финске војске.
- M/27rv-верзија коњичког карабина M/27,rv је скраћеница за ratsuväki (у преводу „планинске јединице).2217 је произведено за најелитније Финске коњичке јединице. Као резултат честог коришћења у борбеним дејствима, скоро половина је изгубљена без трага или заробљена током Зимског рата и Продуженог рата. Тренутно постоји око 300 очуваних комада.
- M/28 - верзија коју је развила Финска Бела гарда.M/28 се разликује од M/27 у конструкцији цеви. Цеви за M/28 су првобитно купљене од Швајцарске компаније SIG али су их касније производиле и Финске Tikkakoski и SAKO.
- M/28-30 - надограђена верзија M/28. Најуочљивија модификација је нови дизајн нишана. Исти нишан је касније коришћен за M/39 једини изузетак је "1.5".M/28-30 је користио Симо Хејхе који је током Зимског рата без оптичких нишана потврђено убио 505 војника Црвене армије и тиме постао најбољи снајпериста у историји.
- M/91-35 - модел који је Финска војска преложила као замену за M/27, M/28 и M/28-30. Бела гарда се оштро успротивила томе јер M/91-35 има слабу прецизност. Никад није усвојен и уместо тога замењен је са M/39.
- M/39 - коју су Фински војници често називали Уко Пека. M/39 је најбоља и најквалитетнија пушка из породице пушака Мосин Наган, сматра се једном од најбољих репетирки икада произведених. Производила се све до почетка 1970-тих и произведено је укупно око 102.000 комада. Данас на тржишту достиже релативно високу цену у поређењу са другим пушкама исте категорије.
- M/30 - Tikkakoski је 1943. и 1944. произвео побољшану M1891/30 користећи нову цев и делове од 125.000 заробљених верзија M1891/30 и 57.000 пушака купљених од Немаца.
- M/56 - експериментална верзија са муницијом 7,63x39.
- M/28-57 - верзија за такмичење са муницијом 7.62x54Р.
- M/28-76 - специјална пушка за тренинг и такмичење, у две различите верзије. Они су настали од модернизованих M/28-30 и M/39.
- 7.62 Tkiv 85 - модерна снајперска пушка, дизајнирао Valmet и Финска војска.

## Чехословачка
- VZ91/38 Карабин-врло сличан Руском M91/59,настао краћењем цеви М38. Имају жлијеб за преклапајући бајонет исто као М44 али нема доказа да је VZ91/38 икада користио бајонет.
- VZ54 - заснован на Руском М91/30 али има изглед модерног спортског ватреног оружја, користи Чешки оптички нишан за увећање 2,5x. Такође позајмљује неке функције Маузере конструкције дизајна као што су могућност кочења пушке и нишан у стилу К98 Маузер.

## Кина
- Тип 53 - изграђена по лиценци верзија совјетске М44. Била је у употреби у Кинеској војсци од 1953. до почетка 1960-тих када је замењена са Тип 56 (копија совјетског СКС)

## Мађарска
- Mosin Nagant Model 1948 - високо квалитетна верзија М91/30,производила се од 1949. до 1955.
- M/52 - директна копија снајперске М91/30 укључујући високо машински тамно брунирани челик и на сваком примерку садржи печат 02 што значи произведен у Мађарској.
- M44 Pattern-директна верзија совјетске М44 укључујући и печат 02.

## Румунија
- M44 Pattern - верзија совјетске М44, производила се од 1953. до 1955.
- M91/30 Pattern - копија совјетске произведене су 1955. и стављене у резерву у случају рата.

## Пољска
- wz. 91/98/23 - прерађена да користи Маузерову муницију 7,92 x 57 mm али је задржан оригинални совјетски бајонет.
- wz. 91/98/25 - прерађена да користи Маузерову муницију 7,92 x 57 mm и Маузеров нож 1890.
- wz. 91/98/26 - прерађена да користи Маузерову муницију 7,92 x 57 mm и Маузеров нож 1890. али је модернизован дводелни избацивач, слично као на Маузеровим пушкама.
- wz. 44-копија совјетске М44,означена са 11.

## САД
- U.S. Rifle, 7,62 mm, Model of 1916 - током Првог светског рата због немогућности сопствене производње Руска влада је наручила 1,5 милиона пушака модела 1891. од Remington Arms и још 1,8 милиона од New England Westinghouse из САД. Неке од тих пушака нису биле испоручене пре Октобарске револуције. Нова Бољшевичка влада није хтела да купи ове пушке и Remington Arms и New England Westinghouse су остали са стотине хиљада пушака које су купиле САД. Коришћене су за обуку војника и вежбе гађања.

## Први светски рат
Током Првог светског рата Мосин Нагант је био главна пушка Руске царске војске. Мосин Нагант је по својим карактеристикама био бољи од француских пушака Бертје и Лебел, али је заостајао у односу на Маузер 98, Манлихер М1895 или Ли Енфилд, главна предност Мосинке је била релативно јефтина цена производње. Осим у Руској империји,1914. године је Краљевини Србији испоручено 120.000 пушака Мосин Нагант као помоћ пошто је Српској војсци недостајало оружја. Црна Гора је 24. маја 1898. добила 30.000 комада Мосин Нагант, а 20. јула 1909, је испоручено још 10.000 комада тако да током Балканских и Првог светског рата, Мосин Нагант је био главна пушка Црногорске војске. Бугарска је 1912. наручила 50.000 комада Мосин Нагант које су биле испоручене нешто пре почетка првог Балканског рата али су Бугари касније током Првог светског рата у Румунији у борбама против Руске војске заробили значајну количину пушака Мосин Нагант. Такође Немачка и Аустроугарска војска су користили заробљене пушке због недостатка домаћих.
Руска царска војска до краја рата никада није успела да потпуно опреми војнике пушком једног система. Упркос заробљавању 700.000 непријатељских и куповином 2.461.000 пушака из иностранства, чак и на првој линији фронта сваки други руски војник је имао пушку, а на неким тачкама фронта су коришћене разноразне врсте оружја, у позадини је тек сваки пети руски војник био наоружан.

## Зимски рат
Током Зимског рата Мосин Нагант је увелико коришћен обострано. Финци су после стицања независности 1918. развили свој метак 7,62x53mmR,а касније су извршили промене на пушци Мосин Нагант и створили своје верзије које се сматрају најбољим верзијама из серије пушака Мосин Нагант, а најбоља иновација је убрзано репетирање. Црвена армија је користила верзију М91/30. Фински снајпериста Симо Хејхе је користио M/28-30 без оптике и успео је да убије 505 војника Црвене армије али су га касније пронашли у заседи и тешко ранили.

## Други светски рат
Током Другог светског рата Мосин Нагант М91/30 је био најбројнија пушка Црвене армије, претпоставља се да су Руски снајперисти током Стаљинградске битке убили преко 50.000 немачких војника и официра. Немци су такође користили заробљене пушке Мосин Нагант као трофеје услед недостатка муниције. Финска верзија М39 показала се показала доста квалитетно, наиме када су Швеђани и Немци својим савезницима Финцима понудили Шведски Маузер М96 и К98 Маузер Фински војници су то одбили јер су већ били увежбани и навикнути да користе своје Мосинке. Током читавог Друго светског рата за Немце на источном фронту је највреднији трофеј представљао карабин М38,а касније и карабин М44.

## После Другог светског рата
После Другог светског рата Мосин Нагант је и даље био у употреби у појединим земљама. У Совјетском Савезу су почели да их повлаче из употребе. У СФРЈ Мосин Нагант је био у употреби до 1948. када је Застава Оружје разрадила нову пушку модернизовани Маузер М-48. Током Корејског рата, Мосин Нагант М91/30 је био најбројнија пушка Северно Корејске армије. После Другог светског рата у Кини се производила верзија М53 која није баш тако квалитетна пре свега јер је направљена од лоших метала који се топе приликом пуцања и касније пушка постане непрецизна.
Вијетконг је модификовао пушку Мосин Нагант током рата у Вијетнаму.

## Данас
У САД је могуће купити Мосин Нагант за просечну цену од 120 долара по комаду. За разлику од Србије муниција у САД је врло јефтина чак 10 пута јефтинија и за 90 долара може се купити 440 метака 7,62x54mmR

## Корисници
- Руска Империја-Главна пушка Руске царске војске.
- Краљевина Црна Гора-28. маја 1898. Црној Гори је испоручено 30.000 пушака и 17,5 млн. комада муниције,20. јула 1909. паробродом Петербург је испоручено још 10.000 пушака и 17,5 млн. комада муниције. Током Балканских ратова и Првог светског рата Мосин Нагант је био у наоружању Црногорске војске.
- Етиопија-1912. године за војску је купљено неколико хиљада пушака Мосин Нагант.
- Бугарска-После стварања Балканског савеза на пролеће 1912. Бугарска је наручила 50.000 комада који су били испоручени Бугарској војсци до почетка Првог Балканског рата.
- Монголија-1913. године испоручено 10.000 комада
- Краљевина Србија-1914. године од Русије позајмила 120.000 пушака Мосин Нагант и 120 милиона комада муниције под условом да буду плаћене у случају коришћења, први део од 50.000 комада је стигао августа 1914. пре почетка борбених дејстава, али због проблема у транспорту до 16. августа 1914. године у Србију је стигло 113.900 пушака Мосин Нагант и 93 милиона комада муниције.
- Аустроугарска-заробљене пушке Мосин Нагант коришћене су током Првог светског рата од стране Аустроугарске војске,45.000 комада Мосин Нагант преправљени су за муницију 8 mm, остали су коришћени са заробљеном муницијом до краја рата.
- Немачко царство-заробљени примерци, због недостатка домаћих пушака Мосин Нагант је уведен у наоружање Немачке царске морнарице.
- САД-произведене у САД за Руску царску војску али нису биле испоручене Русији до краја Руског грађанског рата, под именом U.S. Rifle, 7.62 mm, Model of 1916 коришћене су од стране Америчке националне гарде и за обуку војника.
- СССР-у наоружање Црвене армије од њеног стварања до краја Великог Отаџбинског рата, после рата значајна количина пушака предана организацији ДОСАФ (удружење за сарадњу са војском, авијацијом и флотом) за обуку и вежбу пуцања.
- Естонија-после стицања независности 1918. пушке Мосин Нагант из Руских војних складишта су коришћене у наоружању Естонске војске и пограничне полиције.
- Пољска-у наоружању Пољске војске 1920. године, токо 1920-тих и 1930-тих производила се Пољска верзија под називом

wz. 91/98/23, wz. 91/98/25 и wz. 91/98/26 која је користила муницију 7,92×57 мм. После капитулације Пољске коришћена је од стране Андерсове армије и Пољских побуњеника.
- Финска-Мосин Нагант је био у наоружању Финске армије од почетка, током 1920-тих испоручивали су их из Немачке, налазили су се у наоружању Финске војске у мањој мери све до краја Другог светског рата, Финска је произвела своје верзије Мосин Нагант под називима M/24, M/27, М/28, M/28-30, M/39 који су користили Финску муницију 7,62x53mmR. Финска верзија М39 се сматра најбољом пушком у болт акцији која је икад произведена.
- Народна Република Монголија-наследила 10.000 пушака Мосин Нагант које је 1913. наручила Монголија, касније због сарадње са Совјетским Савезом испоручено још пушака, током Другог светског рата Мосин Нагант је био главна пушка Монголске армије.
- Друга шпанска република-током Шпанског грађанског рата испоручена велика количина пушака Мосин Нагант из СССР].
- Кина-употребљаван од стране Кинеске комунистичке армије током Кинеског грађанског рата, после рата у Кини произвођена је лошија верзија карабина М91/44 под називом М53.
- СФРЈ-1944. године велика количина пушака Мосин Нагант испоручене такозваној НОВЈ,1948. године замењене са М-48. Мосин Нагант се користио за обуку све до 1952. када су нестале чак и из уџбеника Војних школа. Касније се нека количина Мосин Нагант појавила у Словенији и Славонији, а заробљене пушке Мосин Нагант ЈНА је поклањала својим официрима који су ишли у пензију.
- Трећи рајх-заробљени примерци коришћени од стране полиције и безбедносних формација, Мосин Нагант обрасца 1891. коришћен под именом Gewehr 252(r),а пушке обр. 1891/30 под називом Gewehr 254(r). Од јесени 1944. године Мосин Нагант је коришћен у наоружању Фолксштурма.
- Чехословачка-у наоружању првог Чехословачког армијског корпуса, а затим и других делова војске.
- Народна Република Пољска-од 1943. године у наоружању прве Пољске пешадијске дивизије, посла рата карабин М44 се производио у граду Радом под називом wz. 44
- Народна Република Мађарска-Мосин Нагант се налазио у наоружању по именом 48 M. puska, а од 1952-1956. у Будимпештанском арсеналу се производила верзија М44 карабин.
- Источна Немачка
- Северни Вијетнам
- Северна Кореја-током Корејског рата Мосин Нагант је био најбројнија пушка у Северно Корејској армији.
- Белорусија-повучена из употребе 2005. године
- Казахстан-Мосин Нагант 38/44 у наоружању службе безбедности, такође увелико у употреби од стране ловачких удружења.
- Русија-у наоружању службе државне безбедности, секјурити обезбеђења и паравојних јединица, користи се током параде и других војних свечаности. У великој цивилној употреби од стране ловачких удружења.
- Украјина-у наоружању државне службе безбедности